# YELLOW POP
『YELLOW POP』（イエロー・ポップ）は、日本のロックバンド・ZIGGYの5枚目のオリジナル・アルバム。

## 概要
これまでのバンドのイメージとは異なるポップな曲が並び、多くのファンを驚かせることとなった作品。
アルバムリリース後の『COME ON EVERYBODY TOUR』の最終日、日本武道館での公演を最後に松尾宗仁、大山正篤は脱退。
本作は1992年7月6日付けのオリコンチャートにて、最高位8位で登場回数は12回、売り上げ枚数は18.4万枚となった。

## 収録曲
| 全作詞: 森重樹一（※特記以外）。 |                                                    |                        |                    |      |
| #                               | タイトル                                           | 作詞                   | 作曲               | 時間 |
| 1.                              | 「SWEET MAGIC」                                    | 森重樹一 （※特記以外） | 戸城憲夫           | 4:01 |
| 2.                              | 「SUMMER DAYS FOREVER〜8月のMother Sky」           | 森重樹一 （※特記以外） | 戸城憲夫           | 3:35 |
| 3.                              | 「午前0時のMERRY-GO-ROUND」                        | 森重樹一 （※特記以外） | 戸城憲夫           | 5:15 |
| 4.                              | 「ROCK THE NIGHT AWAY」                            | 森重樹一 （※特記以外） | 森重樹一           | 4:44 |
| 5.                              | 「CLASH! CLASH! CLASH!」                           | 森重樹一 （※特記以外） | 森重樹一、戸城憲夫 | 3:40 |
| 6.                              | 「眠らない25時の街で」                             | 森重樹一 （※特記以外） | 森重樹一           | 4:26 |
| 7.                              | 「STAND BY MY SIDE」                               | 森重樹一 （※特記以外） | 森重樹一           | 5:20 |
| 8.                              | 「蒼ざめた夜〜Too Fast to Live, Too Young to Die」 | 森重樹一 （※特記以外） | 森重樹一           | 4:25 |
| 9.                              | 「Hot girl in black leather」                      | 森重樹一 （※特記以外） | 戸城憲夫           | 4:05 |
| 10.                             | 「訪れる夜だけに」                                 | 森重樹一 （※特記以外） | 戸城憲夫           | 3:37 |
| 11.                             | 「のらねこのKUROくん」(※作詞: 戸城憲夫)            | 森重樹一 （※特記以外） | 戸城憲夫           | 5:53 |
| 12.                             | 「LET'S DO IT WITH THE MUSIC」                     | 森重樹一 （※特記以外） | 森重樹一           | 5:18 |
| 13.                             | 「EMPTY HEART」                                    | 森重樹一 （※特記以外） | 森重樹一           | 3:56 |
| 合計時間:                       | 合計時間:                                          | 合計時間:              | 58:15              |      |

## タイアップ
「午前0時のMERRY-GO-ROUND」
ANB系テレビドラマ『本当にあった怖い話』後期エンディングテーマ。
「LET'S  DO IT WITH THE MUSIC」
ナショナル蛍光灯『パルック』CMソング。

## レコーディング参加
- 森重樹一 - ボーカル
- 松尾宗仁 - ギター
- 戸城憲夫 - ベース、ボーカル(#11)
- 大山正篤 - ドラム
  - 佐藤達哉 - キーボード